# Печенгская бригада торпедных катеров
Печенгская Краснознамённая ордена Ушакова бригада торпедных катеров Северного флота — тактическое соединение Северный флота ВМФ ВС СССР, в годы Великой Отечественной войны.

## История
Вела свою историю от отряда торпедных катеров, сформированного в августе 1941 года.  Отряд участвовал в боевых действиях в составе охраны водного района главной ВМБ Северного флота.
В 1941—1943 годах катера отряда действовали на морских коммуникациях противника в Варангер-фьорде, во взаимодействии с авиацией и противолодочными кораблями осуществляли поиск вражеских подводных лодок, участвовали в минных постановках, высаживали разведывательно-диверсионные группы на побережье противника и обеспечивали переходы отечественных и союзных морских конвоев.
В декабре 1943 года на базе отряда сформирован Отдельный дивизион торпедных катеров Северного флота. В первые месяцы, когда шло формирование соединения и обучение катерников, действия на морских сообщениях противника проводились небольшими группами катеров, самостоятельно, методом "свободной охоты". 
В марте 1944 года торпедные катера имели только одну встречу с противником и потопили транспорт и буксир. В апреле катера провели с конвоями пять боев, в которых приняло участие 17 торпедных катеров. В этих боях катерники потопили танкер, 2 транспорта, 2 самоходные баржи и 4 корабля охранения.
В марте 1944 года отдельный дивизион торпедных катеров развёрнут в бригаду торпедных катеров Северного флота, состоявшую вначале из 2, а затем из 3 дивизионов (55 катеров).
Первый бой во взаимодействии с береговой артиллерией и авиацией торпедные катера провели 28 июня 1944 года. В Петсамо шел вражеский конвой. По нему нанесли удар наши лётчики и расстроили его походный порядок. Затем, с подходом конвоя к Петсамо, открыла огонь береговая артиллерия. Вражеские сторожевые катера стали прикрывать транспорты дымовой завесой. Но этой завесой воспользовались наши торпедные катера. Они скрытно атаковали транспорты. Враг не досчитался нескольких судов.
Большого успеха достигли в бою торпедные катера 15 июля 1944 года. Группа из восьми катеров под командованием капитана 2 ранга В. Н. Алексеева атаковала большой конвой и потопила три транспорта, танкер, два миноносца, два сторожевых корабля и дрифтер.
Во время Петсамо-Киркенесской операции 1944 года бригада основным составом своих сил участвовала в высадке тактических морских десантов в Линахамари, Киркенес и другие пункты на побережье Норвегии, оккупированные немецко-фашистскими войсками. В последующем эскортировала отечественные и союзные конвои, вела поиск вражеских подводных лодок, выполняла другие задачи. За время военных действий потопила и повредила несколько десятков транспортов и кораблей противника.
За успешное выполнение боевых заданий командования, мужество и отвагу, проявленные личным составом бригады в годы Великой Отечественной войны, она награждена орденом Красного Знамени (7 сентября 1944 года) и орденом Ушакова 1-й степени (3 ноября 1944 года).
За боевые отличия при освобождении г. Печенга ей присвоено почётное наименование «Печенгской» (31 октября 1944 года)..
Почти все матросы, старшины и офицеры бригады награждены орденами и медалями, а 9 из них присвоено звание Героя Советского Союза.
В настоящее время традиции героев-катерников продолжают моряки-ракетчики 108-го Печенгского Краснознамённого ордена Ушакова 1 степени дивизиона малых ракетных кораблей.

## Состав
- управление
- 1-й дивизион бригады торпедных катеров
- 2-й дивизион бригады торпедных катеров
- 3-й дивизион бригады торпедных катеров

## В составе
- Северного флота

## Командиры
Во время Великой Отечеств, войны бригадой (отрядом, отд. дивизионом) командовали:
- капитан-лейтенант А. А. Куксенко (авг. 1941 — нояб. 1941)
- капитан-лейтенант С. Г. Коршунович (нояб. 1941 — янв. 1943)
- ст. лейтенант В. М. Лозовский (янв. 1943 — ноябрь 1943)
- капитан 2 ранга В. А. Чекуров (дек. 1943 — апр. 1944)
- капитан 1 ранга А. В. Кузьмин (апр. 1944 — апр. 1945)
- капитан 1 ранга В. А. Чекуров (апр. 1945 — до конца войны).

## Отличившиеся воины
За героизм, отвагу и мужество, проявленные личным составом бригады в боях с немецко-фашистскими захватчиками, сотни её воинов награждены орденами и медалями, а 9 из них старшинам и краснофлотцам присвоено звание Героя Советского Союза.
- Командир торпедного катера «ТКА-242» 3-го дивизиона торпедных катеров Печенгской бригады торпедных катеров Северного флота старший лейтенант Быков Василий Иванович[3]
- Алексеев, Владимир Николаевич[4]

## Память
Более 50 военнослужащих бригады погибли в годы войны. 
Прах восьмерых моряков-катерников Печенгской Краснознаменной ордена Ушакова первой степени бригады торпедных катеров, воевавших на Севере в годы Великой Отечественной войны, перенесен 24 июля 2010 года в Североморск из поселка Гранитный (губа Долгая), где с 1944 года базировались торпедные, а затем и ракетные катера Северного флота.